# Paulina Gretzky
Paulina Mary Jean Gretzky (* 19. Dezember 1988 in Los Angeles, Kalifornien) ist eine US-amerikanisch-kanadische Sängerin, Model und Schauspielerin.

## Leben
Paulina Gretzkys Eltern sind der ehemalige kanadische Eishockeyspieler Wayne Gretzky, der zu diesem Zeitpunkt von den Edmonton Oilers zu den Los Angeles Kings wechselte, und die US-amerikanische Schauspielerin Janet Jones, die sich 1984 bei der Fernsehshow Dance Fever kennenlernten und im Juli 1988 in Edmonton heirateten. Paulina Gretzky hat vier jüngere Geschwister, drei Brüder und eine Schwester. 
Beim NHL Heritage Classic 2003 sang Gretzky im Alter von 14 Jahren das erste Mal vor Publikum. Bei ihrem Auftritt sang sie das Lied I Will Remember You von Sarah McLachlan vor 57.167 Zuschauern. Zwei Jahre später produzierte sie den Song Collecting Dust für die Fernsehserie Laguna Beach die auf MTV ausgestrahlt wurde. Das Lied wurde über iTunes ab dem 26. Juli 2006 vertrieben und konnte als Audio-CD ab dem 2. Februar 2010 gekauft werden. Im August 2005 wurde Gretzky im Alter von 16 Jahren als Covergirl für die kanadische Modezeitschrift Flare abgelichtet. Im Jahr 2013 ließ sie sich ein weiteres Mal für das Cover dieser Zeitschrift ablichten.
In dem Kurzfilm In God We Trust aus dem Jahr 2000 spielte Gretzky die Rolle der Pink Girl. Neun Jahre später stand sie für den Tanzfilm Fame vor der Kamera. Im Jahr 2010 war sie in der Reality-Serie Pretty Wild von E! in der Episode The Arrest zu sehen. Die Serie wurde nach der ersten Staffel eingestellt. Zuletzt stand Gretzky 2011 für die Direct-to-DVD-Produktion Guns and Girls vor der Kamera, die im Jahr 2012 veröffentlicht wurde. Dabei erhielt sie eine kleinere Sprechrolle neben Gary Oldman, Christian Slater und Helena Mattsson.
Paulina Gretzky ist mit dem Profigolfer Dustin Johnson liiert. Ihre gemeinsamen Kinder wurden 2015 und 2017 geboren.

## Filmografie
- 2000: In God We Trust (Kurzfilm)
- 2009: Fame
- 2010: Pretty Wild (Fernsehserie, Folge 1x01 The Arrest)
- 2012: Guns and Girls (Guns, Girls and Gambling)
- 2013: Kindsköpfe 2 (Grown Ups 2)